# Campione!
Campione! (カンピオーネ! Kanpiōne!?, lit., "Campeão!") é uma série de light novel japonesa escrita por Jō Taketsuki e ilustrada por Sikorski. Foi adaptada em uma série de manga e em um anime de 13 episódios.

## Enredo
Godou Kusanagi, um antigo jogador de baseball, viaja para a Sardenha a pedido de seu avô para devolver uma antiga tabuleta de pedra a uma antiga conhecida chamada Lucrecia Zola. Na Sardenha ele acaba conhecendo Erica Blandelli, uma espadachim versada em magia e acaba sendo arrastado junto a ela para o caos resultante de uma disputa entre dois deuses. Em meio a essa crise ele acaba tendo que enfrentar o antigo senhor da guerra persa, Veretragna, em um combate mortal. Após matar o deus, Godou torna-se um Campione, um dos muitos títulos atribuidos a um matador de deuses.

## Personagens

### Centrais
- Godou Kusanagi (草薙 護堂, Kusanagi Godō)

O protagonista da história e sétimo Campione. Costumava ser um jogador de baseball no fundamental, chegando a jogar na liga juvenil nacional, mas uma lesão no ombro pôs fim a suas chances prosseguir com a carreira no baseball. Durante uma viagem à Sardenha para devolver uma antiga tabuleta de pedra à uma conhecida de seu avô dos tempos de faculdade, ele encontra a ilha em um estado de caos. Em meio a isso ele passa a tomar conhecimento da existência de bruxas, magos, monstros e deuses, sendo então arrastado, juntamente à espadachim e maga Erica Blandelli, para o meio de uma disputa entre dois deuses. Ao final desses eventos, ainda de posse da tabuleta, ao qual ele veio a saber que era na verdade um artefato divino chamado "O tomo secreto de Prometeu", ele acaba tendo que enfrentar o antigo senhor da guerra persa, Veretragna, em um combate mortal, conseguindo realizar a façanha considerada impossível pela maioria dos mortais: matar um deus. Ele então "morre" como humano, renascendo como um filho ilegítimo de Epimeteu, um Rei Demônio usurpador da autoridade divina e inimigo mortal de todos os deuses.
Como um campione Godou torna-se uma existência no mesmo patamar que os deuses, possuindo um corpo com resistência e capacidade de combate muito superior à de humanos comuns. Como todos os campiones seus ossos são mais duros que qualquer metal conhecido, possui alta capacidade de recuperação, imunidade absoluta à magia externa, ao ser tomado pela espirito competitivo seu corpo automaticamente se ajusta o estado ideal para o combate, maximizando todas as sua habilidades e quando se encontra nas proximidades de um deus seu corpo automaticamente se enche de poder e entra em modo de batalha. Mas sua maior arma são as autoridades usurpadas dos deuses derrotados.
Originalmente ele obtém a autoridade das dez encarnações do senhor da guerra persa, que lhe conferem uma grade variedade de poderes de acordo com as características de cada encarnação. Por ser uma autoridade que concede uma quantidade incomum de poderes para uma única autoridade, ela possui várias restrições. Cada encarnação só pode ser usada penas uma vez por dia e cada uma delas tem suas próprias condições para poderem ser utilizadas. Posteriormente obtém a posse da espada divina Ama no Murakumo, como segunda autoridade. Como terceira autoridade, é forjada para si a espada divina da aniquilação, tendo Ano no Murakumo como molde, com a ajuda de Athena, sendo apenas completada posteriormente através da dadiva da deusa do amanhecer, como uma prova de amor. Mais tarde a Rainha das Amazonas jura lealdade a ele, tornando-se sua divindade subordinada. Já no final da serie ele obtém a autoridade da sombra de Hanuman e a a Autoriade de se opor ao destino.
Dentre os campiones da atualidade ele é um dos poucos dotados de senso comum e preocupação com o bem estar da população, sendo comparável à John Pluto Smith dos Estados Unidos nesses termos e também às características restritivas e condicionais de suas autoridades, mesmo que isso não o impeça de ser "uma catástrofe ambulante" como todos os campiones. Ele alega ser um pacifista e tenta evitar conflitos desnecessários, mas quando entra em uma luta sempre acaba se empolgando e indo com tudo provocando grande quantidade de destruição, das quais sempre acaba se lamentando após o fim das lutas. Vive em conflito com sua própria natureza e detesta ser comparado aos outros campiones, mesmo tendo diversas características peculiares em comum com seus "irmãos", mesmo antes de se tornarem campiones, o que leva a crer que apenas pessoas com essas características podem se tornar campiones.
- Erica Blandelli (エリカ・ブランデッリ, Erika Buranderri)

A primeira seguidora de Godou é membro da 'Cruz de Cobre Negra' - uma organização magica europeia sediada em Milão originada a partir dor antigos Cavaleiros Templários.
Ela conheceu Godou na Sardenha quando ele ainda era um simples humano. A principio ela mantinha uma atitude hostil em relação a Godou, mas com o tempo, e depois de viverem varias aventuras juntos ela acabou se apaixonando por ele e passou de se auto denominar seu braço direito e amante número um.
- Yuri Mariya (万里谷 祐理, Mariya Yuri)

Uma Hime-Miko (Princesa-Sacerdotisa) da região de Musashino no distrito de Tóquio, sendo uma espécie de guardiã espiritual da região.
Como a maior usuária de visão espiritual do Japão e uma das maiores do mundo, além de frequentar o mesmo colégio de Godou e de ser amiga de sua irmã mais nova, foi enviada pelo Comitê de Compilação da História como uma observadora, mediadora e, sem o conhecimento dela, candidata a amante. No inicio sentia medo e hostilidade em relação a Godou devido a compara-lo a Voban, o campione que ela conheceu anos antes. Depois, ao conhece-lo melhor, torna-se amiga dele e eventualmente apaixona-se por ele.
- Liliana Kranjcar (リリアナ・クラニチャール, Ririana Kuranicharu)

É um membro da 'Cruz de Bronze Negra' - uma organização magica europeia sediada em Milão originada a partir dor antigos Cavaleiros Templários sendo rival da 'Cruz de Cobre Negra'.
- Ena Seishuin (青洲院 恵那, Seishūin Ena)

Assim como Yuri, Ena é uma Hime-Miko, sendo também a sacerdotisa representante do deus 'Susano o no Mikoto' na Terra, usuária da espada divina 'Ama no Murakumo Tsugi' e da técnica da possessão divina, o que a torna a maior e mais poderosa da Hime-Mikos que protegem o Japão.

### Campiones
Os Reis Demônios da era atual são sete no total, tendo existido um grade número deles ao longo dos tempos.
- Sasha Dejanstahl Voban (サーシャ·デヤンスタール·ウォバン, Sāsha Deyansutāru Voban)

Primeiro Campione dos tempos atuais. Nascido na região dos Balcãs na Europa por volta do século XVII ou XVIII, tornou-se um Campione ao matar o deus Apolo.
- Luo Hao (羅濠, Ruo Hao)

Segunda Campione dos tempos atuais. Nascida na China por volta do século XVIII ou inicio do XIX, ela é chamada de governante do reino marcial. É caracterizada como tendo um caso extremo de megalomania.
- Aisha (アイーシャ, Aīsha)

Teceira Campione dos tempos atuais. Nascida em meados do século XIX, na India, tornou-se uma Campione ao matar a deusa Perséfone.
- Annie Charlton (アニー·チャールトン, Anī Chāruton)

Quarta Campione dos tempos atuais. Nascida no final do século XX, tornou-se um Campione ao matar Tezcatlipoca. Ao atuar como Campione, assume a identidade do herói mascarado John Pluto Smith.
- Alexander Gascoigne (アレクサンダー·ガスコイン, Arekusandā Gasukoin)

Quinto Campione dos tempos atuais. Um inglês nascido no final do século XX, tornou-se um campione ao matar Ramiel.
- Salvatore Doni (サルヴァトーレ·ドニ, Saruvatōre Doni)

Sexto Campione dos tempos atuais. Nascido na Itália no final do século XX, tornou-se um Campione ao matar Nuada, o rei do Tuatha Dé Danann.
- Uldin (ウルヂン, Uldin)

Campione que viveu entre os séculos IV e V, sendo o oitavo campione a aparecer na série. O personagem Uldin é baseado em uma figura histórica real que foi um dos grandes cãs hunos da antiguidade.
- Ravana (ラーヴァナ, Raavana)

Campione que viveu, presumidamente, por volta da idade do bronze. Na mitologia Hindu é conhecido como o mais temível raxasa. Nas lendas do Hinduímo é descrito como tendo dez cabeças, sendo essa uma referencia à sua autoridade, como o matador de deuses com dez vidas. Foi o maior adversário do herói Rama.

### Deuses
Em Campione, os deuses habitam um plano chamado de domínio da imortalidade, podem eventualmente podem descer para o limite entre a vida e a imortalidade, ou plano astral. Contudo para descerem ao domínio da vida, ou plano terreno, eles precisam assumir a chamada forma herética, na qual sofrem distorções em relação a seu eu original.
- Athena (アテナ, Atena)

Deusa grega da sabedoria e da guerra, era originalmente uma deusa mãe terra de origem africana.
- Verethragna (ウルスラグナ, Urusuraguna)

O antigo senhor da guerra persa. No panteão do Zoroastrismo era o deus que personificava a vitória.
- Pandora (パンドラ, Pandora)

Esposa de Epimeteu. Ela é a deusa que é a "mãe" de todos os campiones.
- Susanoo (スサノオ, Susanoo)

Susanoo é um deus que, cansado de vagar pelo plano terreno como um deus herege, decide isolar-se do plano astral. Ele é o líder do conselho de anciões que proteje o Japão a partir das sombras. Tem como sua principal sacerdotisa na Terra Seishuin Ena, a quem concedeu direito de uso da espada divina Ama-no-Murakumo.

## Midia

### Light Novel
Foram publicados 21 volumes da ligth novel original entre 2008 e 2017. Posteriormente, em 2019, foi publicado um volume extra da novel original fazendo ligação com a novel derivada Shiniki no Campiones(神域のカンピオーネス), a qual teve sua publicação iniciada após o termino oficial da série principal.